# Craterocephalus capreoli
Craterocephalus capreoli är en fiskart som beskrevs av Hialmar Rendahl 1922. Craterocephalus capreoli ingår i släktet Craterocephalus och familjen silversidefiskar. Inga underarter finns listade i Catalogue of Life.